# Црква Светог великомученика Прокопија у Дворовима
Црква Светог великомученика Прокопија у Дворовима је једнобродна православна парохијска црква у бијељинском селу Дворови.

## Историја
Градња цркве је започела 1991. године, а темеље је освјешта је епископ зворничко-тузлански Василије 3. маја 1992. Пројекат градње цркве је прекопиран са једне цркве из Крагујевца. Цркву је освјештао 29. септембра 1996. године епископ Василије.
При цркви постоји хор „Свети краљ Владислав” од 2011. године и оркестар који свира народну традиционалну музику.
Иза цркве постоји гробље са најстаријим надгробним споменицима из 19. вијека.

## Свештенство
Први свештеник који служи у цркви у Дворима од њеног освјештења је Милан Ивановић.